# Sant’Antonio Abate
Sant’Antonio Abate község (comune) Olaszország Campania régiójában, Nápoly megyében.

## Fekvése
A Monti Lattari lábainál, a Stabiai-síkságon fekszik. Határai: Angri, Gragnano, Lettere, Pompei, Santa Maria la Carità és Scafati.

## Története
A település 1929-ben vált önállóvá a szomszédos Letterétől.  Területét már az ókorban lakták: oszkok, etruszkok, szamniszok, görögök és rómaiak egyaránt. A mai település központja, néhány évszázadi elnéptelenedés után, a 15. században épült ki (Borgo di Sant’Antuono).  Elsősorban mezőgazdasági jellegű település: paradicsomtermő vidék.

## Népessége
A népesség számának alakulása:

## Főbb látnivalói
- San Gerardo-templom
- Sant’Antonio-templom
- Sant’Antonio-templom